# Jeřmanice
Jeřmanice (en allemand : Hermannsthal) est une commune du district et de la région de Liberec, en Tchéquie. Sa population s'élevait à 569 habitants en 2021.

## Géographie
Jeřmanice se trouve à 8 km au sud-est du centre de Liberec et à 84 km au nord-est de Prague.
La commune est limitée par Dlouhý Most à l'ouest et au nord, par Liberec au nord, par Rádlo à l'est et par Hodkovice nad Mohelkou à l'ouest.

## Histoire
La première mention écrite de la localité date de 1543.

## Galerie

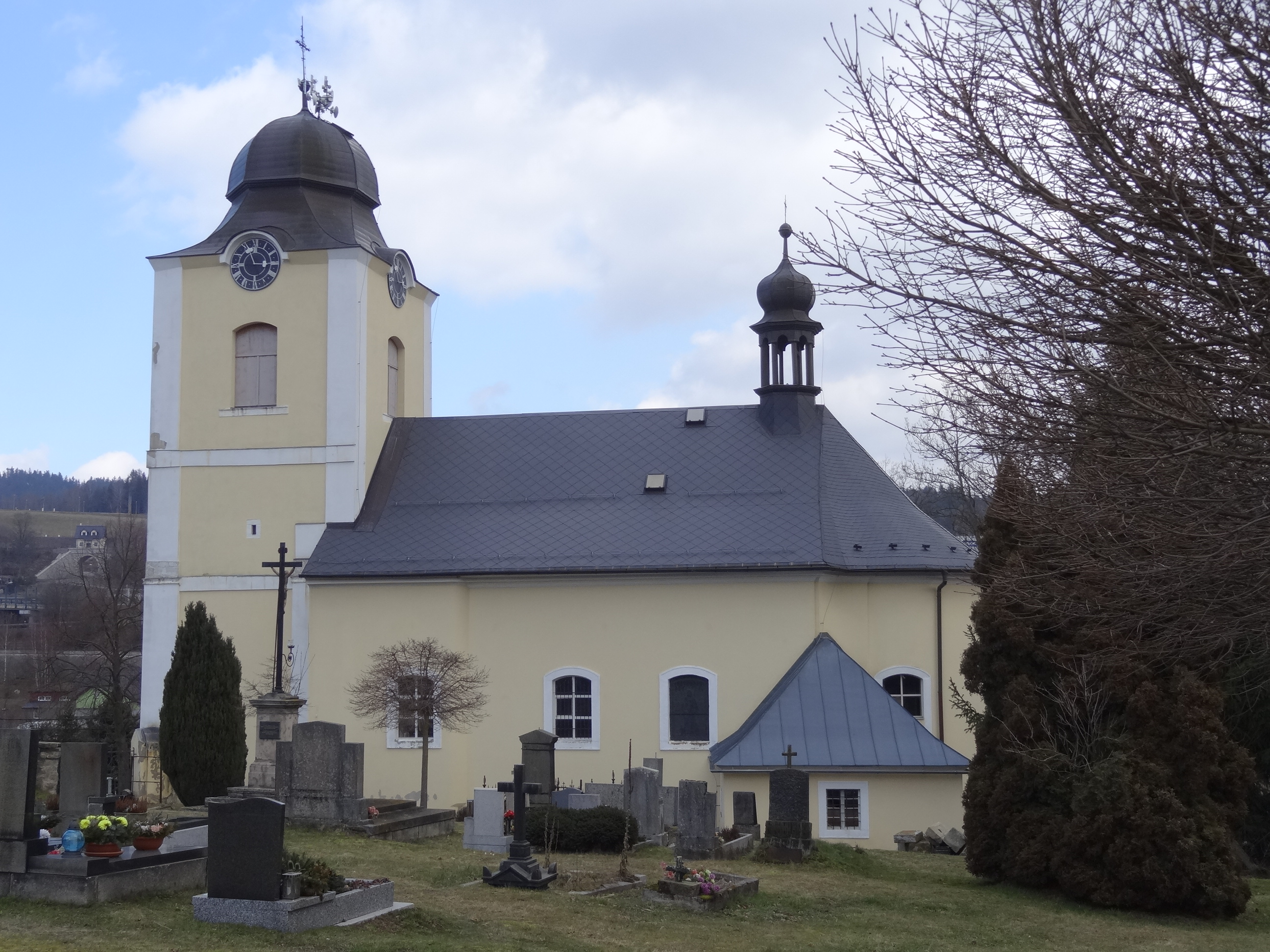
Église Sainte-Anne.
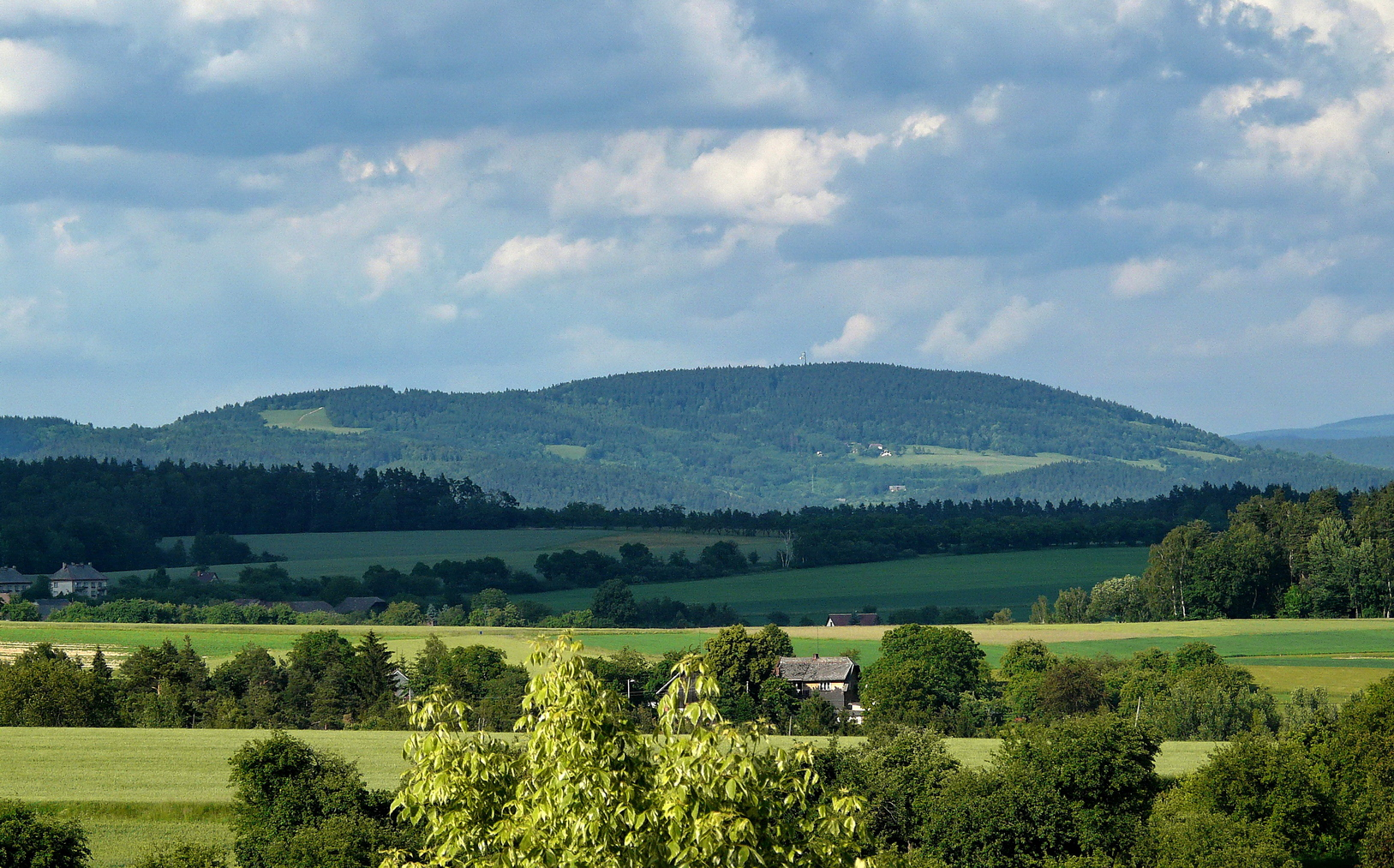
Mont Javorník (684 m).

## Transports
Par la route, Jeřmanice se trouve à 9 km de Jablonec nad Nisou, à 11 km de Liberec et à 101 km de Prague.

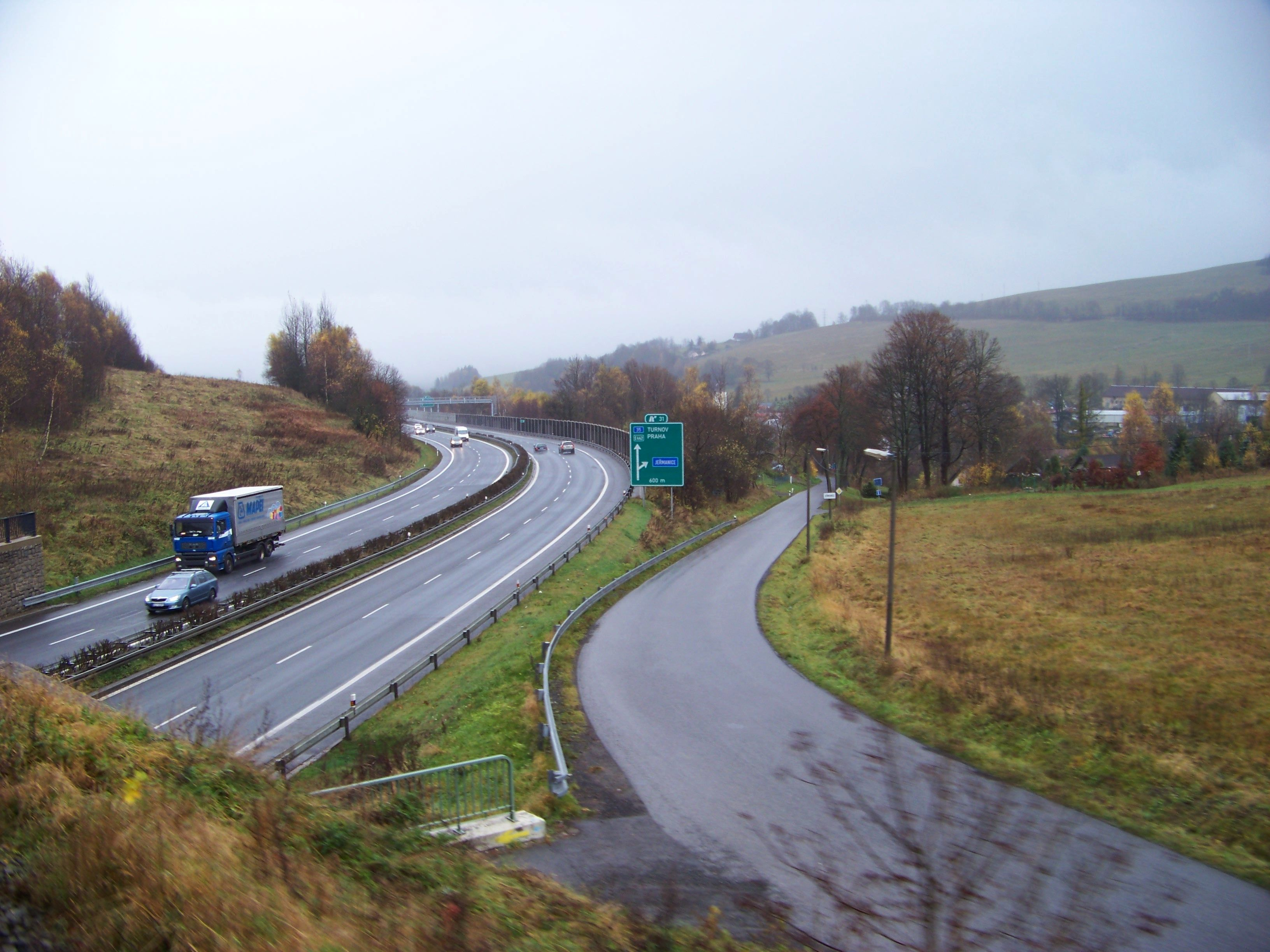
Voie express R35/E442 à Jeřmanice.
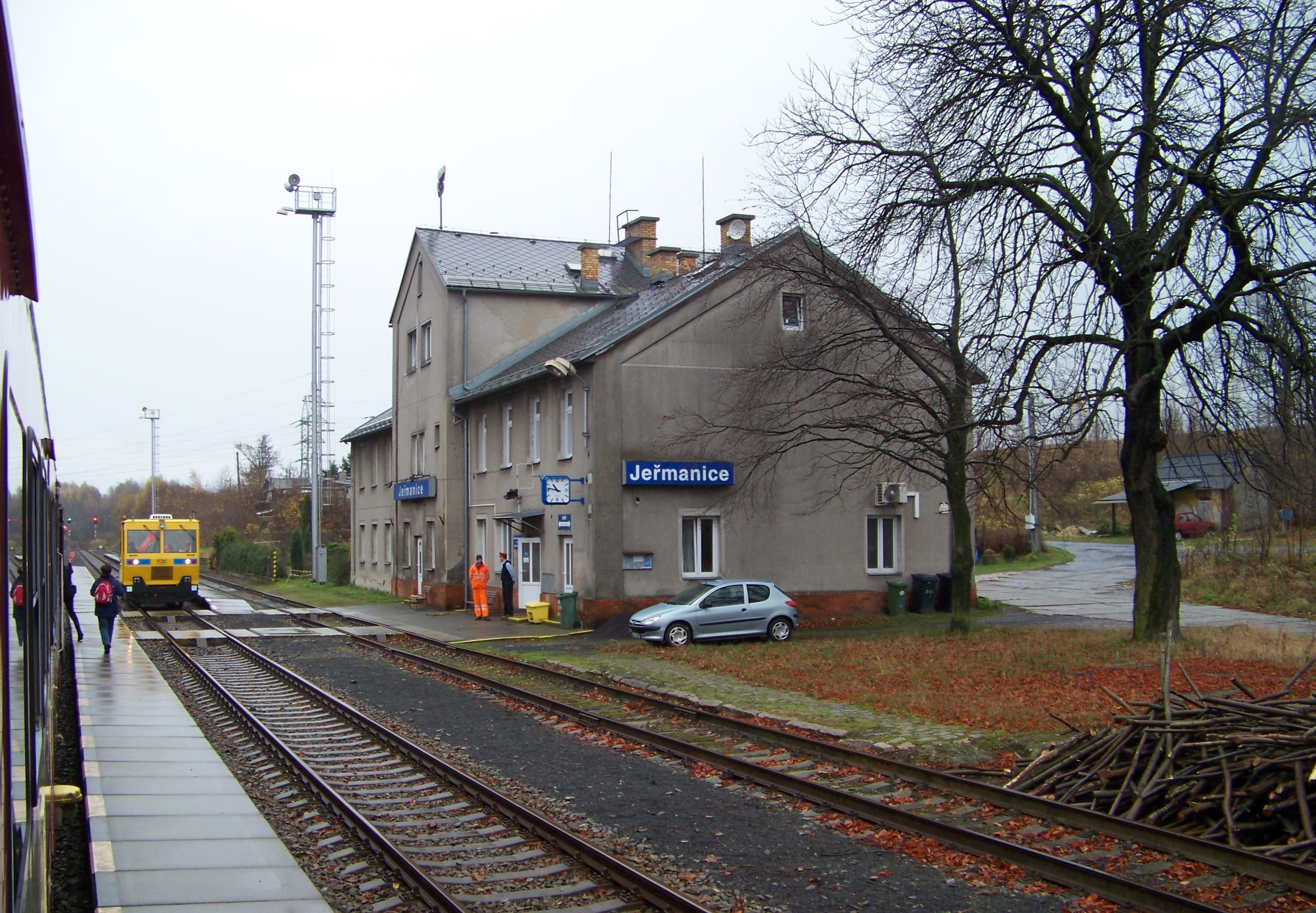
Jeřmanice : gare ferroviaire.